# Langue des signes d'Adamorobe
La langue des signes d'Adamorobe, (en anglais : Adamorobe Sign Language, AdaSL) est la langue des signes indigène utilisée par les personnes sourdes et la plupart des personnes entendantes (à des degrés de maîtrise variables) du village d'Adamorobe dans l'Est du Ghana.

## Utilisation
Dans le village d'Adamorobe, 10 % de la population était atteinte de surdité en 1971, pour environ 2 % en 2001. Les enfants apprennent aussi la langue des signes ghanéenne (qui n'a rien à voir) dans un pensionnat pour sourds. Les personnes plus âgées et les entendants ne connaissent que l'AdaSL.